# Itaoca
Itaoca este un oraș în São Paulo (SP), Brazilia.